# Karl Neukirch
Karl Neukirch (Berlijn, 3 november 1864 - aldaar, 26 juni 1941) was een Duits turner.

## Belangrijkste resultaten
Neukirch won tijdens de eerste Olympische Zomerspelen met het Duitse team de gouden medaille op de rekstok en op de brug. Neukirch zijn resultaten in de individuele onderdelen zijn niet vastgelegd. Neukirch werd vanwege zijn deelname aan de Olympische Zomerspelen 1896 door de Duitse bond uitgesloten van nationale wedstrijden in Berlijn.

### Olympische Zomerspelen
| Jaar | Plaats | Resultaten |
| ---- | ------ | --- |
| 1896 | Athene | rekstok team · brug team · deelgenomen paard voltige · deelgenomen sprong · deelgenomen brug · deelgenomen rekstok · |